# Степановка (Голованевский район)
Степановка (укр. Степанівка) — село в Ольшанской поселковой общине Голованевского района Кировоградской области Украины.
До 2020 года входило в Ольшанский район
Население по переписи 2001 года составляло 60 человек. Почтовый индекс — 26600. Телефонный код — 5250. Код КОАТУУ — 3524382503.